# Заболоньє (Велізький район)
Заболотьє (рос. Заболонье) — присілок Велізького району Смоленської області Росії. Входить до складу Заозерського сільського поселення.
Населення — 38 осіб (2007 рік). 